# Geographia Pannonica Nova
A Pécsi Erzsébet Egyetem Földrajzi Intézete 1926-ban indított egy sorozatot Geographia Pannonica címen azért, hogy az intézményben született doktori értekezések egységes keretben kerüljenek kiadásra. A sikeres sorozatban 1941-ig összesen 44 kiadvány jelent meg, ekkor azonban a sorozat az alapító Prinz Gyula távozásával megszűnt.  
Közel hét évtized elteltével a Pécsi Tudományegyetem Földrajzi Intézete indította újra a sorozat. A sorozat eredeti "Geographia Pannonica” címét változatlanul hagyva, a megújulásra az "új sorozat” (Nova) utal. A megújult Geographia Pannonica elsősorban a Földrajzi Intézetben, illetve annak Doktoriskolájában született színvonalas alkotásoknak kíván teret adni, de nyitva áll más kollégák számára is.

## Az új sorozat
HU ISSN 1789-0527
- T. Mérey Klára: A Dél-Dunántúl földrajza katonaszemmel a 19. század elején Lomart Kiadó 2007, 252. p. ISBN 978-963-9632-12-7. Geographia Pannonica Nova 1.

- Pap Norbert (szerk.): Kultúra – Területfejlesztés. Pécs – Európa Kulturális Fővárosa 2010-ben Imedias Kiadó 2008, 248. p. ISBN 978-963-88030-2-3. Geographia Pannonica Nova 2.

- Lóczy, Dénes - Tóth, József - Trócsányi, András (eds.): Progress in Geography in the European Capital of Culture 2010 Imedias Publisher 2008, 335. p. ISBN 978-963-87195-7-7. Geographia Pannonica Nova 3.

- Bucher Eszter - László Mária (szerk.): A terület- és településfejlesztés társadalomföldrajzi megközelítésben. Tanulmányok. Imedias Kiadó 2008, 331. p. Geographia Pannonica Nova 4.

## A régi sorozat
- Karay-Szabó Pál: Adatok Pécs környékének településföldrajzához. Danubia, Pécs, 1926. Geographia Pannonica. 1.
- Bendefy-Benda László: Belsőkontinentális kéregmozgások Csonkamagyarország területén. Egyetemi Földrajzi Intézet, Pécs, 1932. Geographia Pannonica. 3.
- Makoviczky Gyula: Nagykanizsa város településföldrajza. Közgazdasági Rt., Nagykanizsa, 1934. Geographia Pannonica. 4.
- Szakál Sándor: Adatok a Marcalvölgy településföldrajzához. Kultúra, Pécs, 1934. Geographia Pannonica. 11.
- G. Rihmer, L: A pécsi (pécsbányatelepi) mammut. Pécs, 1935. Geographia Pannonica 12.
- Andorfi Márton: A szőlőművelés északi határa Észak-Magyarországon. A szerző kiadása, Pécs, 1935. Geographia Pannonica. 14.
- Szentirmay Tibor: Szigetvár nagyközség településföldrajza. Modensieder Zrínyi-Könyvnyomdája, Szigetvár, 1935. Geographia Pannonica. 17.
- Pataki József: A Sárköz gazdaság- és településföldrajza. Modensieder József Zrínyi-Könyvnyomdája, Szigetvár, 1936. Geographia Pannonica. 21.
- Szabó Elemér József: Ormánsági települések Engel Könyvnyomdája, Pécs, 1937. Geographia Pannonica. 27.
- Bebesi Gyula: A Kapos vízrajza. Moosz Alajos, Dombóvár, 1937. Geographia Pannonica. 28.
- Tóth Vilmos: A Rábcaköz gazdaság- és településföldrajza. Kultúra Ny., Pécs, 1938. Geographia Pannonica. 29.
- Simor Ferenc: Pécs éghajlata. Kultúra Könyvnyomdai Műintézet, Pécs, 1938. Geographia Pannonica. 31.
- Szabó Vilma: Siklós településföldrajza. Kultúra Kiadó, Pécs, 1939. Geographia Pannonica. 34.